# سان ميغيل دي أبونا
بلدية سان ميغيل دي أبونا (بالإسبانية: San Miguel de Abona) هي بلدية تقع في مقاطعة سانتا كروث دي تينيريفه التابعة لمنطقة جزر الكناري جنوب غرب إسبانيا.

## الديموغرافيا
بلغ عدد سكان بلدية سان ميغيل دي أبونا 17.130 نسمة عام 2011 (وفقاً للمعهد الوطني للإحصاء الإسباني).
| 5.776 | 6.645 | 9.174 | 11.737 | 13.814 | 16.179 | 17.130 |

## توأمة
لسان ميغيل دي أبونا اتفاقيات توأمة مع كل من:
- بلاسينثيا
- Yaguajay, Cuba [الإنجليزية]‏
- أرافو

## أعلام
- روبرتو ديلغادو